# Pablo Quintanilla
Pas d'image ? Cliquez ici
Pablo Quintanilla, né le 10 décembre 1986 à Valparaiso (Chili), est un pilote de rallye-raid et d'enduro chilien. Il a notamment terminé deuxième du Rallye Dakar en 2020 et 2022.
Pablo a pour frère Alvaro Juan Leon Quintanilla, qui a remporté le Dakar en 2019 dans la catégorie SSV.

## RésultatsRallye Dakar
| Année | Catégorie | Marque    | Position | Victoires d'etapes |
| ----- | --------- | --------- | -------- | ------------------ |
| 2013  | Moto      | Honda     | Abd.     | -                  |
| 2014  | Moto      | KTM       | Abd.     | -                  |
| 2015  | Moto      | KTM       | 4e       | 1                  |
| 2016  | Moto      | Husqvarna | 3e       | 1                  |
| 2017  | Moto      | Husqvarna | Abd.     | -                  |
| 2018  | Moto      | Husqvarna | 8e       | -                  |
| 2019  | Moto      | Husqvarna | 4e       | 1                  |
| 2020  | Moto      | Husqvarna | 2e       | 2                  |
| 2021  | Moto      | Husqvarna | 7e       | -                  |
| 2022  | Moto      | Honda     | 2e       | 1                  |
| 2023  | Moto      | Honda     | 4e       | -                  |
| 2024  | Moto      | Honda     | 17e      | 1                  |
| 2025  | Moto      | Honda     | Abd.     | -                  |

## Palmarès
| Torneo                                                          | 2013  | 2014 | 2015 | 2016      | 2017      | 2018      | 2019      |
| --------------------------------------------------------------- | ----- | ---- | ---- | --------- | --------- | --------- | --------- |
| Constructeur moto                                               | Honda | KTM  | KTM  | Husqvarna | Husqvarna | Husqvarna | Husqvarna |
| Palmarès                                                        |       |      |      |           |           |           |           |
| Championnat du monde de rallye tout-terrain organisé par la FIM | 22º   | A    | 5º   | 1º        | 1º        | 2º        |           |
| Rallye Dakar catégorie moto                                     | Rea   | Reb  | 4º   | 3º        | Rec       | 6º        | 4º        |
| FIM Cross-Country Rallies World Championship Series             |       |      |      |           |           |           |           |
| Rallye Argentine                                                | 6º    | —    | 5º   | 1º        | 4º        | 3º        |           |
| Rallye Atacama                                                  | —     | —    | 1º   | 1º        | 1º        | 3º        |           |
| Rallye Qatar                                                    | A     | A    | 3º   | 5º        | 4º        | A         |           |
| Rallye Émirats arabes unis                                      | A     | A    | 3º   | 3º        | 2º        | 1º        |           |
| Rallye Maroc                                                    | A     | A    | 40º  | 3º        | 7º        | 4º        |           |
| Étapes Rallye Dakar                                             |       |      |      |           |           |           |           |
| Vainqueur étapes au Rallye Dakar                                | 0     | 0    | 1    | 1         | 0         | 0         |           |

Notes:

A: Absent.

Rea: Abandon à la sixième étape en raison d'une chute et blessure au dos subséquente.

Reb: Abandon à la troisième étape, en raison d'une fracture aux articulations.

Rec: Abandonner au stade 10: il est tombé et s'est frappé la tête, a perdu conscience.